# Jean de Vienne (1931)
Jean de Vienne byl francouzský lehký křižník třídy La Galissonnière. Křižník byl operačně nasazen v první fázi druhé světové války, po porážce Francie však zůstal podřízen vládě Vichistické Francie. Nečinně kotvil v Toulonu až do 27. listopadu 1942, kdy ho zde potopila vlastní osádka, aby nepadl do německých rukou. Italové Jean de Vienne vyzvedli a chtěli křižník zařadit do svého námořnictva, do své kapitulace však křižník již opravit nestihli a loď převzalo Německo. Nakonec ho zničilo americké letectvo.